# Корчемный, Рэм Михайлович
Рэм Михайлович Корчемный (Реми Корчемны) (род. 23 июня 1932, Одесса) — заслуженный тренер УССР по лёгкой атлетике.
За время работы в СССР знаменитый наставник успел воспитать нескольких победителей и призёров чемпионата СССР Николая Трусова (спринт), Михаила Семенцова (400 м с/б), Тамару Галку (высота) и участника Олимпийских игр 1968 года Владимира Носенко (400 м).
В 1974 году Рэм Михайлович эмигрировал в США, и все дальнейшие его успехи связаны с работой с иностранными легкоатлетами.
В разное время работал старшим тренером по лёгкой атлетике NY Pratt Institute, Stanford University и сборной Вооружённых Сил США.
В начале 2000-х годов стал фигурантом допингового скандала, связанного с компанией BALCO.
В настоящее время живёт и работает в пригороде Сан-Франциско Кастро-Вэлли (Калифорния).
С 2008 года ежегодно в Одессе проводится фестиваль лёгкой атлетики на призы Рэма Корчемного. Во время соревнований Рэм Михайлович проводит мастер-класс для спортсменов и их наставников.

## Знаменитые воспитанники
- Грэйс Джексон (Ямайка, спринт) — серебряный призёр Олимпийских игр 1988 года, обладательница второго результата в истории на дистанции 200 м (21,72).
- Дуэйн Чемберс (Великобритания, спринт) — победитель чемпионата Европы-2009 в зале (60 м — 6,46), серебряный призёр чемпионата мира-2008 в зале (60 м — 6,54), финалист чемпионата мира-2009 (10,00 — 6-е место). Стал первым спортсменом в мире, попавшимся на применении стероида THG[1].
- Деллорин Эннис-Лондон (Ямайка, 100 м с/б) — серебряный призёр чемпионата мира-2005 (12,76), бронзовый призёр чемпионата мира 2007 (12,50) и 2009 (12,55).
- Кристи Гейнс (США, спринт) — победительница финала Гран-При-2003 (100 м — 10,86), финалистка чемпионата мира-2001 (100 м — 11,06 — 4-е место), финалистка Олимпийских игр-2008 (12,65 — 5-е место).
- Эрик Томас (США, 400 м с/б).